# Grenzschalldruck
Grenzschalldruck ist ein Fachbegriff aus der Mikrofontechnik. Der Grenzschalldruck bei Mikrofonen ist der bei 1 kHz gemessene Schalldruckpegel, ab dem der Klirrfaktor größer als 0,5 % ist.
In den Mikrofondaten wird der Grenzschalldruckpegel immer in Dezibel (dB) angegeben und oft mit max. SPL oder SPL max. abgekürzt (engl. maximum sound pressure level). 
Üblicherweise liegt der Grenzschalldruckpegel von Kondensatormikrofonen bei 120 bis 130 dB und bei Tauchspulenmikrofonen etwa bei 150 bis 160 dB. Wird der Grenzschalldruckpegel überschritten, ist nicht die Mikrofonkapsel, sondern der interne Mikrofonverstärker/Impedanzwandler überfordert. Dynamische Mikrofone sind in dieser Hinsicht robuster, weil sie eine schwere Membran haben. Oft wird der Grenzschalldruckpegel für diese Mikrofontypen erst gar nicht angegeben.
Es gibt wenige Mikrofonhersteller, die sich nicht an den Messwert des Grenzschalldruckpegels bei 0,5 % Klirrfaktor halten. Diese kommen bei der Messwertangabe von 1 % Klirrfaktor (THD = Total Harmonic Distortion) zu scheinbar "besseren" Mikrofondaten. Um diese Mikrofone mit den bei 0,5 % Klirrfaktor gemessenen vergleichen zu können, sollten vom angegebenen zu hohen dB-Wert des Grenzschalldruckpegels 6 dB abgezogen werden.